# Mas Jové
El Mas Jové és una masia construïda dalt d'un turó al municipi de Castelldefels (Baix Llobregat) que forma part de l'Inventari del Patrimoni Arquitectònic de Catalunya. Pel que sembla, està edificada en un indret d'interès arqueològic, ja que es pensa que en el seu lloc hi havia una torre de guaita de la qual en el 2000 no s'havia trobat cap resta. A finals del segle xix, o inicis del XX, va ser ampliada pel cantó de tramuntana. El 1980 es va reformar i ampliar per habilitar-la com a restaurant. L'edifici s'adapta a la topografia del terreny. Consta de planta baixa i un pis. Ha estat bastant reformada. Destaca el portal, adovellat, de pedra de marès vermella, excèntric respecte de la façana sud-est. Té dos rellotges de sol situats a les façanes sud-est i sud-oest.